# Compagnon (cavalerie)
Pour les articles homonymes, voir Compagnon.

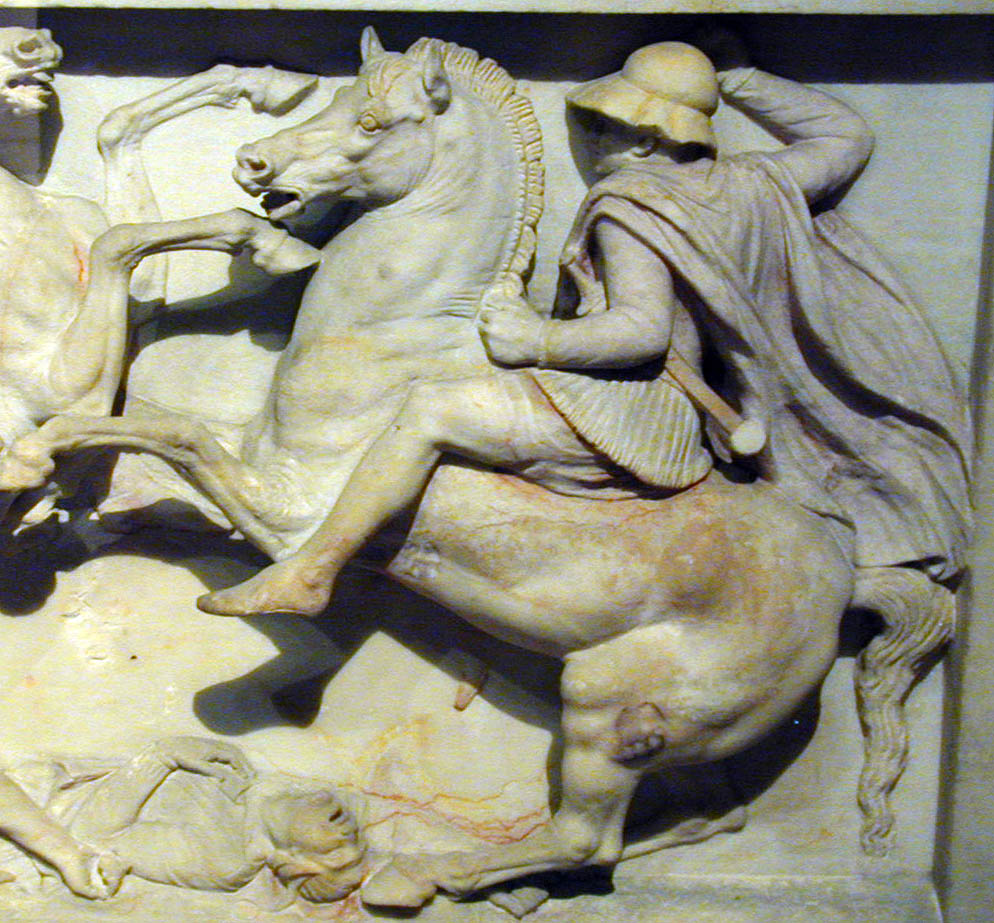
Cavalier portant un casque béotien, détail du sarcophage d'Alexandre.

Un Compagnon ou hétaire (en grec ancien ἑταῖρος / hétaîros) est à l'époque de la dynastie argéade un cavalier d'élite de l'armée macédonienne, réorganisée au IVe siècle av. J.-C. par Philippe II. À l'origine les Compagnons appartiennent à l'aristocratie macédonienne. Sous le règne d'Alexandre le Grand, ils jouent un rôle décisif dans les batailles remportées contre les Perses. À l'époque hellénistique, les régiments de Compagnons ne subsistent explicitement que dans l'armée séleucide. Les Compagnons à pied (pezhétaires) sont quant eux les fantassins, d'origine non noble, formant la phalange.
Équipés d'une cuirasse et d'une longue lance, les Compagnons sont considérés parmi les premiers cavaliers de choc utilisés en Occident.

## Origines

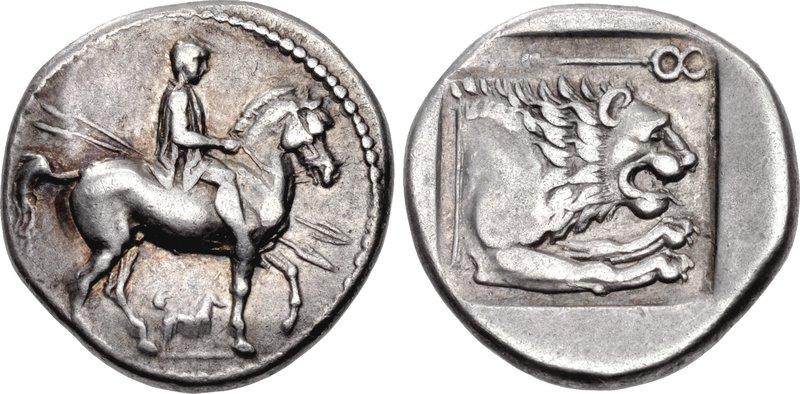
Monnaie de Perdiccas II montrant un cavalier portant deux javelines.

Le terme ἑταῖροι / hétaîroi désigne en Grèce antique les hommes qui forment la garde rapprochée des rois. Le terme est présent chez Homère à propos des guerriers entourant Achille'. Chez les Doriens, en Macédoine, à Sparte et en Crète, il existe différentes institutions guerrières relatives aux hétaires. Selon la tradition, les hétaires macédoniens sont les descendants des guerriers doriens qui ont suivi les Héraclides de la famille des Argéades. Autour de Perdiccas Ier et de ses deux frères commencent à se grouper les guerriers et les chefs des familles nobles de la Macédoine.
Ce qui distingue l'aristocratie des hétaires du reste des Macédoniens, c'est la possession de grands domaines territoriaux et le droit d'approcher le roi, qui récompense par des honneurs et des présents la fidélité à son service. L'aristocratie des Compagnons ne constituent pas une noblesse héréditaire tenue au roi par des liens vassaliques ou disposant de fiefs comme dans les sociétés féodales : les Compagnons disposent de leurs terres en toute propriété.
La première mention par les sources littéraires d'hétaires en Macédoine concerne le règne d'Archélaos Ier (413-399 av. J.-C.). Thucydide considère que sous son règne la cavalerie forme le point fort de l'armée macédonienne du fait de son instruction et de son armement. D'après Anaximène, le corps des Compagnons aurait été formé par Alexandre II, le frère aîné de Philippe II, en y intégrant les fils de la noblesse, tandis que les pezhétaires (Compagnons à pieds) regroupent les Macédoniens non nobles. Mais il est probable que cette création soit plus ancienne. La cavalerie forme le noyau primitif de l'armée macédonienne, avant que Philippe II ne la réforme en créant la phalange de sarissophores . Alexandre le Grand dispose d'une cavalerie bien entraînée et efficace, et c'est lui qui aurait étendu le nom de Compagnons à l'ensemble de la cavalerie lourde.
Les Compagnons sont membres de droit de l'Assemblée des Macédoniens qui valide l'avènement du roi par acclamation. Ils forment autour du roi et de ses Amis l'« État » macédonien.

## Recrutement
À l'origine les Compagnons sont des membres de l'aristocratie foncière, voire parfois des « roturiers » qui jouissent de la confiance et de l'amitié du roi. Euripide a par exemple été honoré du titre de Compagnon par Archélaos Ier. La relation sacrée qui unit le roi et ses compagnons est symbolisée par la fête de l''hétairideia sur laquelle nous disposons de très peu de renseignements. Les rangs des Compagnons ont été considérablement augmentés par Philippe II qui étend cette institution à l'ensemble de l'aristocratie macédonienne mais aussi à certains Grecs.
Il convient de distinguer parmi pour les hétaires les guerriers constituant le corps de la cavalerie lourde et les Compagnons du roi (basilikoi hétairoi), ou Amis (philoi), nommés à vie et appelés à remplir les plus hautes fonctions militaires et administratives. Pour le règne de Philippe II, nous disposons à propos des Compagnons du témoignage de Théopompe cité par Polybe. Celui-ci affirme que les hétaires sont au nombre de 800, et que ces ceux-ci possèdent plus de biens territoriaux que 10 000 des Grecs les plus riches. Ces richesses proviennent des terres prises aux cités et aux peuples vaincus par Philippe qui entend s'assurer de la loyauté de ses Compagnons en usant de telles libéralités. Théopompe écrit que les Compagnons sont recrutés dans toute la Grèce, et pas seulement en Macédoine, à l'image de ce que fera Alexandre. L'historien critique vivement leurs mœurs « barbares » en évoquant la débauche et les scandales à la cour de Pella.
À partir de Philippe, le titre de Compagnon n'est pas réservé aux seuls Macédoniens. Parmi ces non macédoniens de haut rang on peut notamment citer, pour le règne d'Alexandre, plusieurs Grecs : Eumène, Néoptolème, Néarque, Médios, Érigyios, Laomédon, Stasanor et Stasandre. Par ailleurs, les Compagnons n'appartiennent pas tous à la cavalerie macédonienne, comme Eumène le chancelier, Néarque le pilote de la flotte d'Inde, Harpale le trésorier ou Alexandre le Lynceste le commandant de la cavalerie thessalienne au départ de l'expédition, alors que certains officiers de la phalange portent le titre de Compagnons, comme Cratère, Perdiccas ou Coénos. Il est probable que des non Macédoniens peuvent servir dans la cavalerie des Compagnons comme l'atteste la présence du Corinthien Démératos dans la garde équestre (agéma) d'Alexandre au Granique.
À la fin du règne d'Alexandre, la solde mensuelle des Compagnons de la cavalerie est estimée à 600 drachmes, en comptant en plus ce qui est donné pour assurer leur subsistance ; à titre de comparaison le pezhétaire touche lui 200 drachmes. À cette solde, déjà élevée, il faut ajouter la part considérable du butin distribué par le roi.

## Équipement

### Armement

Représentation moderne de deux Compagnons macédoniens.

Les Compagnons sont propriétaires de leur cheval et reçoivent à leur enrôlement un pécule leur permettant d'en acheter un de qualité idoine. Chaque Compagnon dispose d'un valet chargé de veiller à son cheval et à son équipement. Une ordonnance de Philippe II stipule qu'un Compagnon ne peut pas avoir plus d'un valet pour des raisons budgétaires.
En termes d'armements défensifs, le Compagnon est doté d'un casque, d'abord du modèle phrygien, peint aux couleurs de l'escadron, avant qu'Alexandre n'impose le modèle béotien, plus simple à produire et permettant une meilleure vision. Le casque comporte les marques du rang de son porteur. Le Compagnon porte également une cuirasse en bronze ou un linothorax, un manteau coloré (pourpre, rouge ou jaune), soulignant son appartenance aristocratique, des cnémides et des bottes. À cheval il n'utilise pas de bouclier mais cela peut être le cas pour le combat à terre. 
Philippe apporte quelques nouveautés dans l'armement offensif : en plus d'une épée courte (machaira ou kopis) portée sur le côté gauche, le Compagnon est armée d'un xyston, une lance mesurant 4 m environ, plus longue et robuste que la simple dóry, et munie d'une double pointe de façon à pouvoir être toujours utilisée même si elle vient à se rompre. Faite de bois de cornouiller, cette lance, souple et solide, permet d'assurer des charges efficaces. C'est Xénophon, de retour d'Asie après son anabase, qui aurait introduit à Athènes l'usage du cornouiller, un bois très dense, à la place du bois de roseau ; cet usage se serait ensuite étendu en Macédoine. Les Compagnons abandonnent néanmoins l'usage des javelots introduits par les réformes de Xénophon, laissant aux javeliniers montés (ou hippacontistes), souvent thraces ou péoniens, le soin d'utiliser les armes de traits pour se concentrer sur la charge. Les Compagnons sont parfois amenés à s'armer de sarisses, comme les prodromoi / sarissophores, quand la situation le commande. C'est visiblement le cas des cavaliers représentés sur le sarcophage de Sidon.
L'usage des étriers et du ferrage des chevaux est alors inconnu, ce qui induit que la cavalerie doit être combinée avec d'autres armes pour permettre la victoire.

### Usage du bouclier
Comme le montrent les monuments et les données archéologiques (mosaïque et sarcophage d'Alexandre), les Compagnons n'utilisent pas de boucliers à l'époque de Philippe II et d'Alexandre le Grand. Cependant certains historiens soutiennent que les Compagnons utilisent des boucliers à cette époque. Cette hypothèse provient d'Arrien qui décrit la campagne d'Alexandre contre les Illyriens durant laquelle le roi a ordonné à ses gardes du corps et à ses Compagnons de prendre leurs boucliers, de monter à cheval et de gravir une colline ; une fois le sommet atteint les soldats ont dû mettre pied à terre et combattre à pied. Il est toutefois probable qu'Alexandre, cherchant à capturer la colline aussi rapidement que possible, ait ordonné à ses cavaliers de gravir la colline à cheval pour ensuite combattre à pied car la cavalerie ne peut pas combattre efficacement dans une pente. Arrien semble indiquer une situation inhabituelle, car les manœuvres standards ne sont généralement pas spécifiquement ordonnées. Il convient également de noter que Plutarque indique qu'en 285 av. J.-C. Séleucos s'arme d'un bouclier à sa descente de cheval. Plutarque évoque ici une peltè mais ce terme désigne à l'époque hellénistique le bouclier en usage dans les phalanges ; il s'agit plus probablement d'un aspis.
Selon Plutarque, durant la bataille du Granique le casque et le bouclier (peltè) d'Alexandre ont été reconnus par la troupe. Dans la bataille, la lance du satrape Spithridatès a percé le bouclier et le corselet du roi, selon le manuscrit F du livre XVII de Diodore. Cependant, le codex R ne mentionne que l'armure d'Alexandre. Le deuxième manuscrit parait plus précis car Diodore raconte que le bouclier de Troie a été percé trois fois dans la bataille. Arrien note qu'il s'agit du même bouclier que celui porté au combat par les hypaspistes devant le roi. Dans sa description de la bataille, Arrien ne mentionne pas de bouclier porté par Alexandre. Il convient enfin de noter que le bouclier rond richement décoré de la tombe de Philippe à Vergina appartient sans doute à la panoplie d'apparat d'un roi qui peut combattre aussi bien à pied qu'à cheval.
On peut donc supposer que le bouclier n'est pas utilisé par la cavalerie grecque avant le IIIe siècle av. J.-C. L'utilisation d'un bouclier au sein de la cavalerie lourde, comparable aux Compagnons macédoniens, aurait été introduit soit par Pyrrhos en s'inspirant des cavaliers romains, soit par les Galates au moment de leur Grande Expédition en Grèce (281-277). Ces boucliers sont visibles sur certaines pièces (camées, bijoux, figurines en terre cuite, etc.). Un inventaire du trésor de Délos stipule la présence d'un bouclier de cavalerie portant une dédicace à Ptolémée de Telmessos, fils de Lysimaque prétendant au trône de Macédoine entre 279 et 277.
Selon l'iconographie, à l'époque hellénistique la majorité des cavaliers gréco-macédoniens porteurs de boucliers sont armés de grands boucliers ronds, dérivés de l'aspis, et quelques-uns portent des boucliers oblongs, communément appelés thuréos. Le bouclier rond étant atypique dans le monde celte, les Grecs l'auraient donc emprunté aux Romains. Les cavaliers gréco-macédoniens utilisent également des boucliers oblongs de type celtique depuis les années 270. Cependant, en l'état actuel des connaissances, ce type de bouclier n'apparait pas être répandu parmi la cavalerie séleucide ou lagide.

## Effectifs et organisation

Dispositif traditionnel de l'armée macédonienne du temps de Philippe II et d'Alexandre, avec les Compagnons (hétairoi) placés à droite.

Sous les règnes de Philippe II et d'Alexandre, l'unité de base de la cavalerie des Compagnons est l’ilè, un escadron de 250 cavaliers commandé par un ilarque et divisé en deux lochoi, eux-mêmes divisés en deux tétrarchies de 60 cavaliers commandées par un tétrarque. De deux à quatre ilai peuvent être réunies pour former une hipparchie, ou brigade, sous le commandement d'un hipparque. Au départ de l'expédition d'Asie, Alexandre peut compter sur environ 1 500 Compagnons, répartis en 8 escadrons, sachant qu'un nombre équivalent de cavaliers reste stationné en Macédoine, même si nous ignorons le nombre de Compagnons parmi eux. Un escadron de 300 Compagnons, commandés au début du règne d'Alexandre par Cleitos, forment la garde équestre du roi (agéma) ou l'escadron royal (ilè basilikè), ; mais il convient de ne pas les confondre avec les sômatophylaques (ou gardes du corps). Les ilai auraient pu avoir pour base un recrutement régional (par exemple Bottiée, Amphipolis ou Haute Macédoine).
Au départ de l'expédition d'Asie en 334 av. J.-C., le corps des Compagnons est commandé par Philotas. Mais à la suite de son exécution en 330, Alexandre procède à une réforme de la cavalerie des Compagnons qu'il scinde en deux hipparchies commandées par les hipparques Hephaistion et Cleitos le Noir,. Une hipparchie est alors composée d'une tétrarchie, soit quatre escadrons. Selon Arrien, Alexandre ajoute en 324 une cinquième hipparchie formée d'Orientaux ; cela signifie qu'Alexandre a formé auparavant quatre hipparchies en intégrant les lanciers (sarissophoroi) et de nouvelles recrues grecques ou asiatiques. Il est possible de dater cette réforme aux alentours de l'année 329. En effet durant la campagne contre Bessos, Ptolémée a été placé à la tête de trois hipparchies ; en 328, sur les bords du Syr-Daria, Alexandre dirige contre les Scythes trois hipparchies ; enfin Alexandre aligne à la bataille de l'Hydaspe (326), quatre hipparchies de Compagnons et une hipparchie de cavaliers orientaux. Quinte-Curce mentionne qu’Alexandre pouvait compter en 324 sur 2 000 Compagnons ; ce qui offre 500 cavaliers par hipparchie. Six hipparques sont attestés par les sources durant les conquêtes d'Alexandre : Héphaistion, Perdiccas, Cratère, Démétrios, Eumène de Cardia et Cleitos (à distinguer de Cleitos le Noir tué en 328). Héphaistion exerce de fait une autorité sur les autres hipparques puisqu’il obtient le titre de chiliarque des Compagnons, ou d'hipparque des Compagnons, comme naguère Philotas. Arrien affirme qu’Alexandre n'a pas désigne pas à la mort de son favori de nouveau chiliarque, mais peut-être qu'il confond ici la chiliarchie équestre et la chiliarchie équivalente au titre de vizir achéménide, car Plutarque affirme que Perdiccas a succédé à Héphaistion, et Diodore estime que Séleucos a reçu par les accords de Babylone le titre d’hipparque des Compagnons (donc de chiliarque équestre) à la suite de Perdiccas.
Pendant la campagne d'Inde en 326, Arrien affirme que les Compagnons sont au nombre de 1 700, c'est le montant le plus élevé évoqué par les sources sachant qu'à l'époque les Compagnons comportent des Macédoniens arrivés en renfort ainsi que des Orientaux.

## Tactique

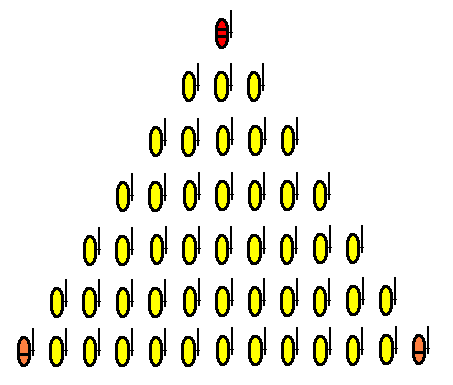
Formation en coin d'une tétrarchie de Compagnons.

Dans les guerres menées par Philippe II, c'est la phalange des porteurs de sarisses qui tient le rôle principal. Ainsi à Chéronée, d'après Diodore, l'armée macédonienne ne compte que 2 000 cavaliers pour 30 000 fantassins, même si ces chiffres peuvent être contestés. Philippe peut compter, en plus des Compagnons, sur la cavalerie thessalienne, considérée alors comme la meilleure de Grèce. Dans les campagnes qu'Alexandre au début de son règne contre les peuples septentrionaux et contre les Thébains, la phalange conserve la prédominance sur le champ de bataille. Dans la guerre contre les Illyriens de Clitos et Glaucias, ils ne font pas exclusivement fonction de cavaliers et doivent pouvoir combattre à pied si l'ennemi leur résiste. C'est après la destruction de Thèbes qu'Alexandre peut lancer les préparatifs de la campagne d'Asie et qu'il réorganise son armée. On peut supposer qu'au cours de l'hiver 335-334 av. J.-C. Alexandre réforme le corps des Compagnons pour en faire l'outil de sa tactique dite du « marteau et l'enclume ».
La formation tactique de base des tétrarchies (formées de 60 cavaliers) est le  « coin », ou le « diamant » quand celui-ci est doublé, que Philippe II a repris aux Thraces. Cette formation a pour fonction de déstabiliser et de disloquer la phalange hoplitique, guère habituée à ce nouveau style de combat : la cavalerie des Compagnons est la première du monde grec à avoir chargé de front des hoplites. La formation en pointe présente également l'avantage de pouvoir garder une cohésion d'ensemble lors des manœuvres avec la possibilité de changements rapides de directions. Le tétrarque est placé à la pointe de cette formation triangulaire, tandis que des cavaliers expérimentés occupent le milieu et chaque extrémité des lignes de 13 cavaliers. L'ilarque est accompagné d'un héraut relayant ses ordres, et secondé d'un hyperétès. Les quatre coins de l'ilè sont rangés en une seule ligne d'intervalle, respectant un intervalle suffisant entre eux pour leur permettre de manœuvrer. En l'absence d’étriers, la charge se mène dans les derniers mètres avant l'impact. Philippe II a également augmenté le potentiel de sa cavalerie en la répartissant au sein d'unités tactiques (ilai) comptant 250 cavaliers.

## Rôle dans les batailles
Les Compagnons se sont particulièrement illustrés dans les batailles livrées par Philippe II et Alexandre :
- À la bataille du Champ de Crocus (352 av. J.-C.) : ils sont décisifs dans la victoire de Philippe face aux Phocidiens dans la troisième guerre sacrée.
- À la bataille de Chéronée (338) : commandés par le jeune Alexandre, ils parviennent à encercler le contingent thébain et, selon une tradition historique, à détruire le Bataillon sacré[46].
- À la bataille du Granique (334) : ils sont la clé du succès face aux Perses car ils peuvent traverser le fleuve sans craindre la cavalerie adverse. Emmenés par Alexandre en personne, ils enfoncent les lignes perses et permettent leur encerclement[47].
- À la bataille d'Issos (333) : appuyés par les hypaspistes, ils défont l'aile gauche perse et se rabattent vers le centre de Darius III qui prend la fuite. Emmenés par Alexandre, ils le poursuivent en vain[48].
- À la bataille de Gaugamèles (331) : ils parviennent à étendre le front perse par un mouvement oblique et à charger ensuite le centre où se tient Darius, précipitant sa défaite[49].
- À la bataille des Portes persiques (330) : ils parviennent à encercler les troupes d'Ariobarzane qui se tiennent dans un étroit défilé[50].
- À la bataille de l'Hydaspe (326) : la présence d'éléphants de guerre pousse Alexandre à modifier sa stratégie habituelle. Une partie des Compagnons, emmenés par Alexandre, contourne l'armée de Poros et défait un corps indien, tandis qu'une autre partie reste avec Cratère[51].

## Missions diverses
Durant les conquêtes d'Alexandre, les Compagnons se voient attribuer des fonctions administratives et des missions de confiance, sans oublier les Compagnons de haut rang et Amis du roi, comme Héphaistion, Ptolémée, Perdiccas, Cratère ou Eumène, qui sont membres du Conseil royal. Ces Compagnons peuvent être désignés chef de garnisons (phrourarques), stratèges militaires d'une région et même satrapes, comme Ménandre qui reçoit la Lydie ou Stasanor qui reçoit l'Arie et la Drangiane. Harpale se voit confier la trésorerie royale ; Laomédon est chargé de la surveillance des prisonniers. Enfin ce sont les hétaires, réunis en tribunal, qui condamnent à mort Alexandre le Lynceste. Quand les soldats refusent d'avancer plus loin sur les rives sur l'Hyphase, Alexandre consulte les plus anciens et les plus fidèles des hétaires avant de céder à la requête de ses soldats. Ces Compagnons les plus dignes de confiance forme donc l'état-major de l'armée macédonienne et lui fournissent les grands officiers et les gouverneurs. En vertu de ce titre, les hétaires forment la suite du roi et une cour essentiellement militaire.
Un Compagnon ne peut pas être puni de la peine capitale sans le jugement de ses semblables réunis en Assemblée.

## Attitude face à la politique d'Alexandre
Tout au long de ses campagnes, Alexandre se montre généreux avec les Compagnons en les couvrant de butin pris aux Perses et leur laissant une grande part des cadeaux qui lui sont faits. Une fois proclamé roi d'Asie, il en fait des exemples à suivre : il les comble d'honneurs et de richesses et demande qu'ils soient vêtus de pourpres et que leurs chevaux soient parés à la mode des Perses. Le gout du luxe et du faste chez les hétaires au temps d'Alexandre est évoqué par Phylarque et Agatharchide. Ses largesses envers eux sont si importantes qu'Olympias s'en effraye. Certains Compagnons se montrent tout de même réticents envers la politique asiatique d'Alexandre et acceptent mal l'incorporation d'Orientaux dans la cavalerie. Afin d'assurer la fusion des élites irano-grecques, Alexandre ordonne que 88 hétaires de haut rang épousent, lors des noces de Suse, des femmes perses et mèdes.

## Au temps des guerres des Diadoques
À la fin du règne d'Alexandre, les Compagnons intègrent de nombreux cavaliers asiatiques (Perses, Mèdes, Bactriens, etc.). Il est donc difficile de parler de « Compagnons macédoniens » pour la période des guerres des Diadoques. On peut considérer qu'il s'agit de cavaliers lourds armés « à la macédonienne », même si le noyau dur reste effectivement macédonien.
Au moment du règlement de la succession d'Alexandre, une scission apparait entre les phalangites, qui soutiennent l'accession au trône de Macédoine de Arrhidée, et les Compagnons, fidèles aux décisions du Conseil qui a décidé de réserver les droits de l'enfant à naître de Roxane, le futur Alexandre et de prêter serment aux tuteurs provisoires, Perdiccas et Léonnatos. Les Compagnons et les Amis du roi quittent alors Babylone et en font le blocus, avant qu'un compromis ne soit trouver sur la base d'une royauté collégiale. Par les accords de Babylone le commandement des Compagnons passe aux mains de Séleucos, au titre d'hipparque.
Par les accords de Triparadisos qui suivent la mort de Perdiccas (321), le commandement de l'armée royale passe aux mains d'Antigone le Borgne, mais le commandant des Compagnons ainsi que leur rôle dans diverses batailles (Orcynia, Crétopolis) n'est pas connu. En 319, après la mort d'Antipater, le commandement de l'armée royale passe aux mains d'Eumène de Cardia. Durant la bataille de Paraitacène (317), Eumène dispose de 900 Compagnons (Macédoniens et Asiatiques), et de 300 cavaliers de la garde. Antigone dispose lui de 1 000 Compagnons (Macédoniens et Asiatiques) ; ces effectifs sont probablement équivalents à la bataille de Gabiène même s'ils ne sont pas spécifiés par les sources. La présence de Compagnons n'est pas spécifiée à Gaza (312), à Ipsos (301) et à Couroupédion (281), mais il semble évident que des contingents de cavalerie lourde armés comme des Compagnons soit présents dans les deux camps.

## Dans les royaumes hellénistiques
Le rôle de la cavalerie lourde diminue dans les royaumes hellénistiques au profit de la phalange, excepté dans l'armée séleucide qui compte d'importants contingents de cavalerie du fait de la longue tradition équestre en Asie. Dans l'armée séleucide, il existe un régiment de 1 000 Compagnons, même si le titre d'hétaire perd son sens original. Ils sont recrutés parmi les jeunes colons gréco-macédoniens et sont moins lourdement protégés que les cavaliers de la garde royale (agéma) ou que les cataphractaires : ils ne portent qu'un casque et une armure sur le torse, leurs bras et leurs jambes n'étant pas protégées. Durant la bataille de Panion livré en 200 av. J.-C. par Antiochos III, les Compagnons tiennent une place centrale dans le dispositif.
Chez les Antigonides et les Lagides, les régiments de cavalerie lourde ne portent plus le nom de Compagnons mais celui d'escadrons royaux, bien que la mention de Compagnons existe dans des ouvrages modernes concernant l'armée antigonide. Parmi celle-ci, les effectifs de la cavalerie macédonienne perdent en importante : de nombreux mercenaires grecs ou thraces sont recrutés. Une série de reliefs funéraires trouvés en Macédoine indiquent une évolution de l'armement des cavaliers à l'époque antigonide, avec l'adoption d'un grand bouclier rond dérivé de l'aspis.